# Императорска боа
Императорската боа (Boa constrictor imperator) е подвид змия от семейство Боидни. Тя спада към вида боа констриктор. Класифицирана от Daudin.1803

## Размери
В природата на дължина достига 3 m. Описани са екземпляри 3,7 m (Гвиана), 4,2 m (Бразилия). В плен (3,7 m) В Дрезденския зоопарк може би е живяла по-голяма, но данните са неточни.

## Разпространение
Императорската боа е разпространена в тропическите и екваториални райони на Централна и Южна Америка. Предпочита крайречни гори и храсталаци. Предимно дървесен вид. Ареалът и обхваща районите с тропически гори на юг от Мексико. Среща се в крайните югоизточни части на Мексико, в страните от Централна Америка, Колумбия, Венецуела, Гвиана, Суринам, басейна на река Амазонка и Пантанал.

## Особености
Императорската боа е живородна. Бременността продължава 100-110 дена. Раждат се до 50 малки. Докато са малки много от тях могат да станат плячка на хищници, поне докато не пораснат. Продължителността на живота при тези змии е сравнително голяма – около 30 години.
Хранителните и навици не са добре изучени, но се знае, че в менюто и влизат Гризачи, Агути, Прилепи, Ленивец, Птици и малки Каймани. Силата на тази змия е голяма и поради това хората от района на Пантанал, части от Амазония и в Гаяна я наричат още с названието змия-удушвач.